# Caoyutan
Caoyutan (kinesiska: 槽渔滩镇, 槽渔滩) är en köping i Kina. Den ligger i provinsen Sichuan, i den sydvästra delen av landet, omkring 120 kilometer sydväst om provinshuvudstaden Chengdu. Antalet invånare är 6 895. Befolkningen består av 8 412 kvinnor och 8 483 män. Barn under 15 år utgör 32 %, vuxna 15-64 år 176 %, och äldre över 65 år 36 %.
Genomsnittlig årsnederbörd är 1 606 millimeter. Den regnigaste månaden är juli, med i genomsnitt 392 mm nederbörd, och den torraste är januari, med 12 mm nederbörd.